# 弗雷德里克·门迪
弗雷德里克·门迪（Frédéric Mendy，1988年9月18日）是几内亚比绍足球运动员，持有法国国籍，司职前锋，现效力于經典K聯賽的濟州聯，曾获得2010赛季新加坡职业足球联赛金靴。